# Guan Zhong
Guan Zhong (ur. 725 p.n.e., zm. 645 p.n.e.) – chiński polityk z księstwa Qi. Jego prawdziwe imię brzmiało Guǎn Yíwú (管夷吾).
Od 685 p.n.e. był ministrem na dworze władcy Qi, księcia Huana. Dzięki przeprowadzonym przez Guan Zhonga reformom gospodarczym i administracyjnym Qi stało się hegemonem wśród innych państewek chińskich.
W IV wieku p.n.e./III wieku p.n.e. pojawił się przypisywany Guan Zhongowi apokryf Guanzi (管子, Mistrz Guan), część badaczy uważa jednak że niektóre jego fragmenty mogą rzeczywiście pochodzić od samego Guana.